# Caroline Burckle
Caroline Stillwell Burckle, född 24 juni 1986 i Louisville i Kentucky, är en amerikansk simmare.
Burckle blev olympisk bronsmedaljör på 4 × 200 meter frisim vid sommarspelen 2008 i Peking.